# Rainer Prachtl

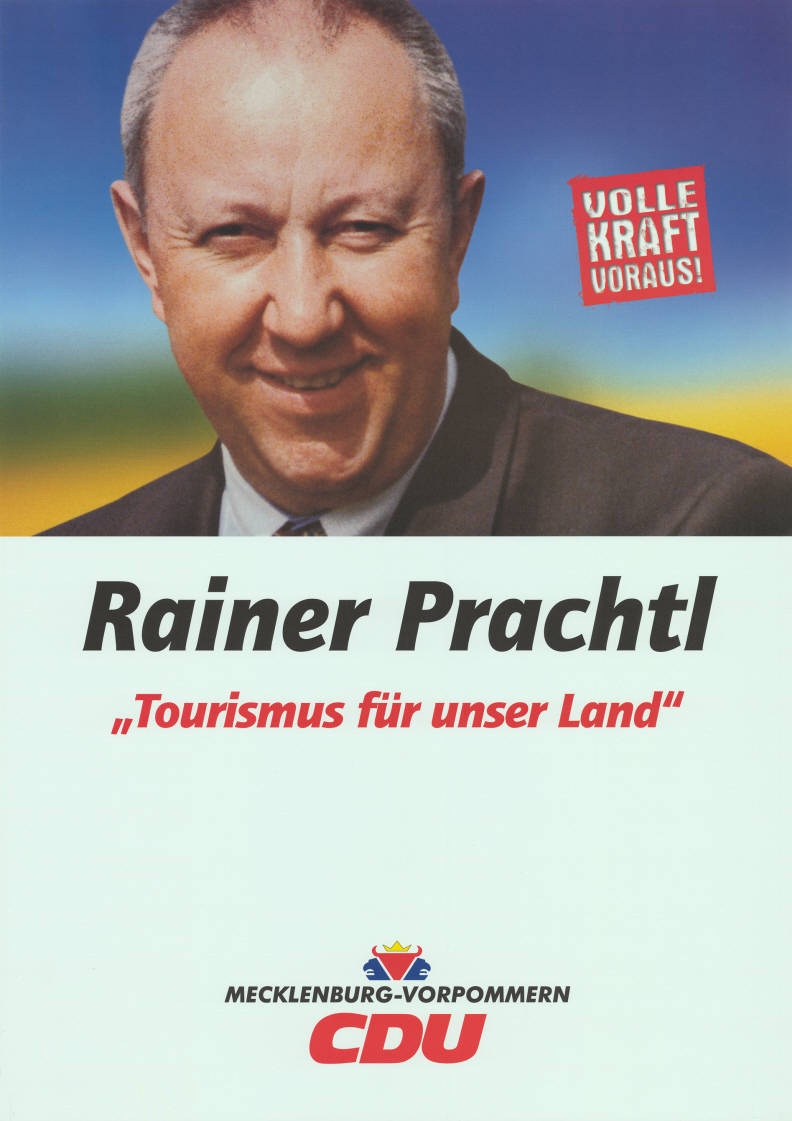
Kandidatenplakat zur Landtagswahl in Mecklenburg-Vorpommern 1998

Rainer Prachtl (* 15. Januar 1950 in Neubrandenburg; † 12. Oktober 2024 ebenda) war ein deutscher Wirtschaftswissenschaftler und Politiker (CDU) sowie erster Landtagspräsident des Landtages von Mecklenburg-Vorpommern.

## Leben und Beruf
Nach dem Schulbesuch absolvierte Prachtl von 1966 bis 1968 eine Ausbildung zum Koch. Er bestand das Abitur 1968 an der Abendschule und nahm 1971 ein Studium der Wirtschaftswissenschaften an der Handelshochschule Leipzig auf, das er 1975 mit der Prüfung zum Diplom-Ökonom beendete. Anschließend war er bis 1978 als wissenschaftlicher Mitarbeiter und Fachdirektor im Binnenhandel tätig. Von 1978 bis 1990 war er Ausbildungsleiter bei der Caritas Mecklenburg an der Hauswirtschaftsschule in Neustrelitz.
Rainer Prachtl starb am 12. Oktober 2024 im Alter von 74 Jahren in Neubrandenburg, am 12. November 2024 fand ein Trauer-Staatsakt zu seinen Ehren statt.

## Partei
Prachtl trat im Dezember 1989 der CDU bei. Außerdem war er Mitglied der Christlich-Demokratischen Arbeitnehmerschaft (CDA).

## Abgeordneter
Nach der politischen Wende in der DDR wurde Prachtl in den Rat der Stadt Neubrandenburg gewählt und war dort von Mai bis Oktober 1990 Vorsitzender der CDU-Fraktion. Er war von 1990 bis 2006 Mitglied des Landtags von Mecklenburg-Vorpommern, dort 2002/03 Vorsitzender des Petitionsausschusses und von 2003 bis 2006 stellvertretender Vorsitzender der CDU-Fraktion. Vom 26. Oktober 1990 bis zum 26. Oktober 1998 amtierte er als Präsident des Landtags. Bei der Landtagswahl in Mecklenburg-Vorpommern 1990 und 1994 wurde er im Landtagswahlkreis Neubrandenburg I direkt gewählt, und später auf der Landesliste.
1994 und 2009 war er Mitglied der 10. bzw. 13. Bundesversammlung.

## Öffentliche Ämter
Prachtl war von Juni bis Oktober 1990 stellvertretender Regierungsbevollmächtigter für den Bezirk Neubrandenburg und dort für regionale und kommunale Angelegenheiten zuständig.

## Bibliographie
- Graue Rose. Gedichte. Ferdinand Schöningh, Paderborn u. a. 1993, ISBN 3-506-76959-6.
- Für ein neues Land. Wolfgang Kessel befragt den Präsidenten des Landtages über den Neubeginn in Mecklenburg-Vorpommern. Benno-Verlag, Leipzig 1994, ISBN 3-89543-019-6.
- Im braunen Feuer brennen weisse Tauben. Ravensbrück – Yad Vashem – Auschwitz. Wege des Erinnerns. Benno-Verlag, Leipzig 1995, ISBN 3-89543-098-6.
- mit Bernd Lasdin: Unterwegs. Zeugnisse einer Lettlandreise aus dem Jahre 1988. Gedichte von Rainer Prachtl zu Fotografien von Bernd Lasdin. Eigenverlag, Schwerin 1996.
- Vörlöpige „Verfatung“ von dat Land Mäkelborg-Vörpommern. Int Plattdüütsche oewersett’t. Landtag Mecklenburg-Vorpommern, Schwerin 1999 (Verfassung des Landes Mecklenburg-Vorpommern auf Plattdeutsch).